# Dhunat Upazila
Dhunat Upazila är ett underdistrikt i Bangladesh.   Det ligger i provinsen Rajshahi, i den centrala delen av landet, 140 km nordväst om huvudstaden Dhaka.
Trakten runt Dhunat Upazila består till största delen av jordbruksmark. Runt Dhunat Upazila är det mycket tätbefolkat, med 1 018 invånare per kvadratkilometer.